# Elisabeth Panknin

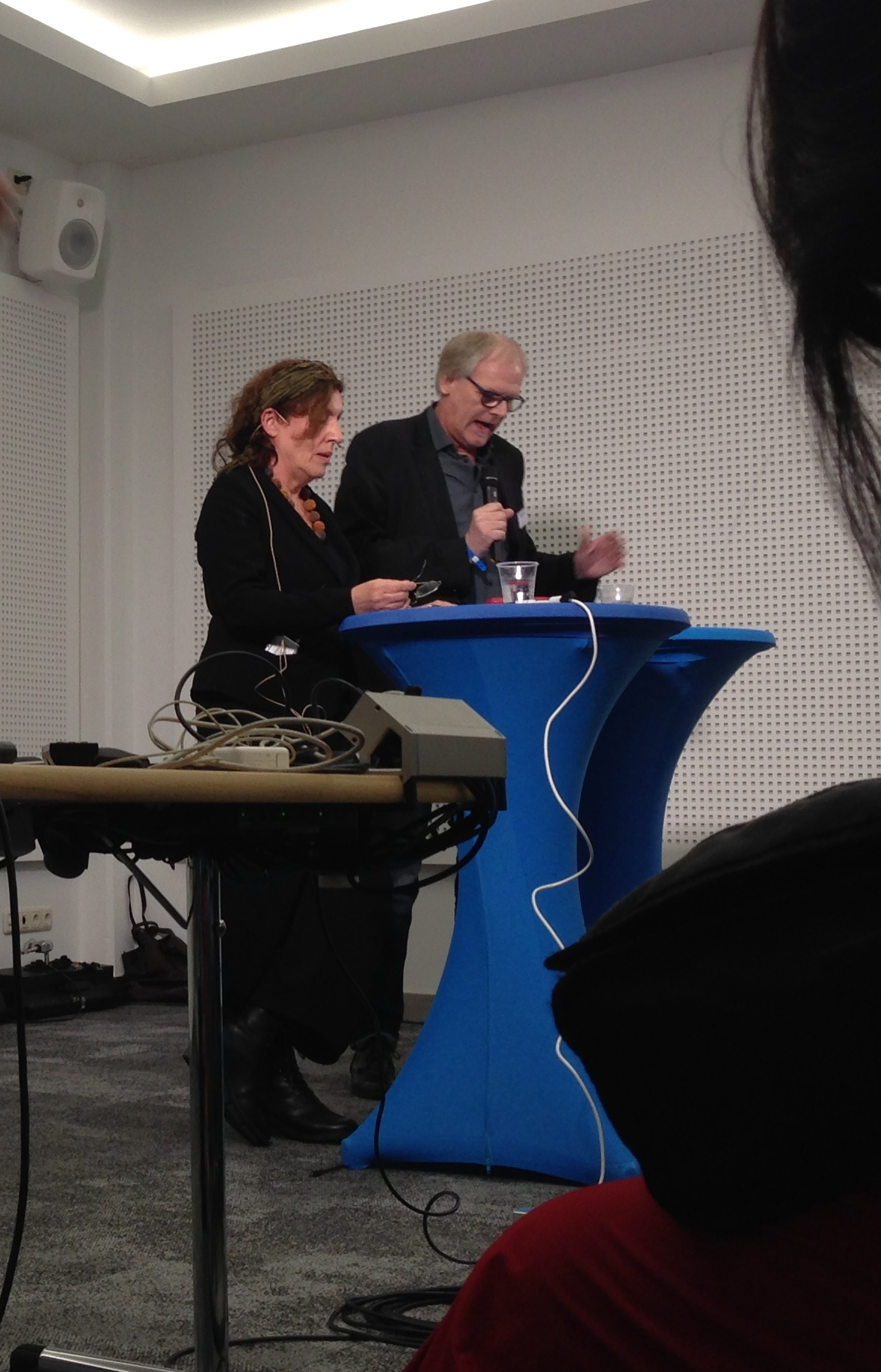
Elisabeth Panknin (links) beim „Kölner Kongress 2017“ am 11. März 2017 in Köln

Elisabeth Panknin (* 1948 in Jena) ist eine deutsche Theater- und Hörspieldramaturgin.

## Leben
Elisabeth Panknin  absolvierte von 1967 bis 1972 an der Berliner Humboldt-Universität ein Studium der Germanistik und Anglistik, das sie als Diplom-Philologin abschloss. Anschließend arbeitete sie bis 1974 als Regie- und Dramaturgieassistentin am Deutschen Theater Berlin. Es folgte bis 1977 eine Anstellung als Dramaturgin am Meininger Theater. Seit 1979 war Panknin für den Hörfunk tätig, zunächst bis 1989 beim Rundfunk der DDR als Dramaturgin für Kinderhörspiele, daran anschließend für Hörspiele im Funkhaus Berlin, für DS Kultur und schließlich für das Deutschlandradio. Von 1995 bis 2014 leitete sie als Nachfolgerin von Jürgen Becker die Hörspielredaktion des Deutschlandfunks. Sie ist Mitglied der Deutschen Akademie der Darstellenden Künste.
Elisabeth Panknin hat Kinderhörspiele verfasst und führte ab 1993 auch die Hörspielregie.
Viele von ihr redaktionell und dramaturgisch betreute Stücke erhielten nationale und internationale Auszeichnungen, darunter zweimal den renommierten Hörspielpreis der Kriegsblinden 2008 für Karl Marx: Das Kapital Erster Band von Rimini Protokoll sowie 2013 für Oops, wrong planet! von Gesine Schmidt.
2015 saß Elisabeth Panknin in der Jury des 6. Berliner Hörspielfestivals.
Seit 2013 arbeitet Elisabeth Panknin an der Hochschule für Schauspielkunst Ernst Busch mit Regiestudenten und entwickelt und produziert mit ihnen Hörspielprojekte in Zusammenarbeit mit dem Deutschlandfunk. 
2024 gab sie den Lyrikband "In Licht und Finsternis" heraus, der Gedichte und Briefe ihres Onkels Rudolf Ehwald enthält. Elisabeth Panknin war von 1975 bis 1983 mit dem Schauspieler Jörg Panknin verheiratet, sie hat zwei Kinder, die Regisseurin Anna Panknin und den Komponisten und Transformation Designer Albrecht Freiherr von Saß.
Sie ist Tochter des Bodenkundlers Ernst Ehwald und die Schwester des Dirigenten Christian Ehwald.

## Hörspiele

### Als Autorin
- 1987: Schlechte Zeiten für Delphin, Regie: Karlheinz Liefers (auch als Sprecherin), Rundfunk der DDR
- 1988: Der Kranich und die Reiherin, Regie: Werner Grunow, Rundfunk der DDR
- 1989: Mausefellchen, Regie: Norbert Speer, Rundfunk der DDR

### Als Regisseurin
- 2002: Der Doppelgänger von Fjodor Dostojewski, Komposition: Gerd Bessler, DLF/ORF
- 2004: Schwanengesang / Über die Schädlichkeit des Tabaks. Zwei Einakter von Anton Tschechow, Komposition: Klaus Buhlert, DLF/ORF
- 2010: Und das Licht scheint in der Finsternis von Lew Tolstoi, Bearbeitung (Wort): Gerhard Ahrens, Komposition: Gerd Bessler, DLF
- 2014: Monsieur Bougran in Pension von Joris-Karl Huysmans, Komposition: Albrecht Panknin (auch Bearbeitung), DLF

### Als Bearbeiterin (Wort)
- 1980: Prinz Rosenrot und Prinzessin Lilienweiß oder Die bezauberte Lilie von Franz Graf von Pocci, Regie: Joachim Staritz, Rundfunk der DDR.
- 1988: Gorbunok, das Wunderpferdchen von Pjotr Jerschow, Regie: Norbert Speer, Rundfunk der DDR
- 1992: Emma von Ursula Fuchs, Regie: Barbara Plensat
- 2008: Ein Held unserer Zeit von Michail Lermontow, Regie: Oliver Sturm, Komposition: Andreas Bick, HR/SWR/DLR
- 2014: Monsieur Bougran in Pension von Joris-Karl Huysmans (auch Regie), DLF

### Als Dramaturgin (Auswahl)
- 1980: Undine von Friedrich de la Motte Fouqué, Regie: Manfred Täubert
- 1981: Das Hexenhaus von Albert Wendt, Regie: Peter Groeger
- 1981: C-Eierhuhn und Stolperhahn von Albert Wendt, Regie: Wolfgang Schonendorf
- 1982: Der verlorene Schlüssel von Eva Maria Kohl, Regie: Uwe Haacke
- 1982: Der Sauwetterwind von Albert Wendt, Regie: Christa Kowalski
- 1983: Der verlorene Sohn von Willi Sagert, Regie: Manfred Täubert
- 1984: Der Vogelkopp von Albert Wendt, Regie: Norbert Speer
- 1985: Die Bettlerin vom Pont des Arts von Wilhelm Hauff, Regie: Karlheinz Liefers
- 1985: Kann man mit Rapsöl zaubern? von Marion Seelig, Regie: Eveline Fuhrmeister
- 1986: Fantastische Sinfonie von Arnold Zweig, Regie: Karlheinz Liefers
- 1987: Das grüne Hütchen von Rainer Schwochow, Regie: Werner Grunow
- 1987: Vorsicht Kröten von Eva Maria Kohl, Regie: Werner Buhss
- 1988: Das Mädchen von Morgen von Monika Lätzsch, Regie: Christa Kowalski
- 1988: Der Sauwetterwind von Albert Wendt, Regie: Peter Groeger, Terre des Hommes-Kinderhörspielpreis
- 1989: Peter Schlemihl oder die Reise nach Varna von Willi Sagert nach Adelbert von Chamisso, Regie: Karl-Heinz Liefers
- 1990: Adrian und Lavendel von Albert Wendt, Regie: Karlheinz Liefers
- 1990: Rost, von Christoph Ullmann, Regie: Karlheinz Liefers
- 1991: Das Windloch von Peter Hacks, Regie: Gisela Zschiedrich
- 1991: Das Dreivierteljahr des David Rubinowitz oder Requiem auf einen Jungen der nicht Radfahren lernte von Lothar Trolle, Regie: Karlheinz Liefers (Funkhaus Berlin/HR), Terre des Hommes-Kinderhörspielpreis
- 1992: Hans Eierkuchen von Rolf Gozell, Regie: Wolfgang Rindfleisch, Terre des Hommes-Kinderhörspielpreis
- 1992: Hin und zurück von Gie Laenen, Regie: die Autorin
- 1992: Emma von Ursula Fuchs, Regie: Barbara Plensat
- 1993: Reineke Fuchs von Johann Wolfgang von Goethe, Regie: Robert Matejka
- 1994: Hotel Savoy von Joseph Roth, Regie: Robert Matejka
- 1994: Sie zu dritt unter einem Apfelbaum von Lothar Trolle, Regie: Ulrich Gerhardt
- 1994: Gabriele in der gelben Zeit von Fritz Mikesch, Regie: Ursula Weck, Terre des Hommes-Kinderhörspielpreis
- 1996; Germania 3 – Gespenster am Toten Mann von Heiner Müller, Regie:    Ulrich Gerhardt
- 1997: Gott flaniert von Lothar Trolle, Regie: Klaus Buhlert
- 1998; Joe Fleischhacker in Chicago von Bertolt Brecht, Regie: Ulrich Gerhardt
- 1999: Torschlußpanik von William Gaddis, Regie: Klaus Buhlert
- 2000: Ladies´ Voices von Gertrude Stein, Regie: Klaus Buhlert
- 2000: Das Meer an sich ist weniger von Peter Wawerzinek, Regie: Wolfgang Rindfleisch
- 2001: Nothing special nach Andy Warhol, Lou Reed und Nick Cave, Regie: Herrmann Theissen
- 2002: Musik aus Gägelow von Horst Hussel, Regie: Ulrich Gerhardt
- 2003: Europa-Asien von den Gebrüdern Presnjakow (Oleg und Wladimir) Regie: Wolfgang Rindfeisch
- 2004: Eisen von Rona Munro, Regie: Christine Nagel
- 2005: Beton von Thomas Bernhard, Regie: Ulrich Gerhardt
- 2006: Nebeneinander Gehen von Dunja Arnaszus, Regie: Christine Nagel
- 2007: Atlantis Tapes von Klaus Buhlert, Regie: der  Autor, Prix Marulić
- 2007: Karl Marx: Das Kapital, erster Band von Rimini Protokoll, Regie: Helgard Haug und Daniel Wetzel, Hörspielpreis der Kriegsblinden
- 2008: Ländliche Küche in Zentralfrankreich von Harry Mathews, Regie: Jean-Claude Kuner, Prix Marulić
- 2009 Unterwegs im Haus von Jürgen Becker, Regie: Leonard Koppelmann
- 2010: Don Quijote von der Mancha von Miguel de Cervantes, Regie: Klaus Buhlert
- 2011: Vogelherdrecherche von Ulrike Janssen, Komposition: Gerd Bessler, Regie: die Autorin, Karl-Sczuka-Förderpreis
- 2011: Schöne Welt, wo bist du? von Jean-Claude Kuner, Regie: der Autor
- 2011: Mörder von Agnieszka Lessmann, Regie: Christine Nagel
- 2012: Oops, wrong Planet! von Gesine Schmidt, Regie: Walter Adler, Hörspielpreis der Kriegsblinden, Robert-Geisendörfer-Preis
- 2013: Wir fallen nicht von Dunja Arnaszus, Regie: die Autorin
- 2014: Judith von Lothar Trolle, Regie: Walter Adler